# Piippola
Piippola je bývalá obec v provincii Severní Pohjanmaa. Počet obyvatel obce byl před sloučením 1 255 (2008), rozloha 464,98 km² (z toho 9,28 km² připadá na vodní plochy). Hustota zalidnění je pak 2,75 obyv./km². Obec byla založena v roce 1865. Byla jednotně finskojazyčná.
Na počátku roku 2009 se sloučila s Kestilä, Pulkkilou a Rantsilou do nové obce Siikalatva.

## Obce
- Lamu
- Leskelä
- Kangaskylä